# 蔣金
蔣金（英語：Chiang Kam，?—），前香港演員，本名蔣友文，曾是亞洲電視長時期的男藝員。
目前，他是亞洲電視男藝員之中少數從未曾效力過無線電視的人。

## 生平
蔣金是上海當年文壇四大才女之一潘柳黛的幼子。他在1970年代已活躍電影圈，1980年加入麗的電視參演首部電視劇《驟雨中的陽光》，在青春劇《對對糊》中更與男主角張國榮、林國雄及車保羅共同擔當四位男角，與女主角陳秀雯更有連番對手戲。麗的電視易名亞洲電視後，蔣金一直服務至1980年代後期，但由於身型所限，跟車保羅一樣一直都只能接受跑龍套或搞笑的角色。
其後移民到澳洲轉行成為導遊。1998年12月遇上車禍，他因而要截去右肢，2012年罕有亮相由甘國亮主持的節目《亞視百人》訪問。

## 外部連結
- 張國榮拍檔蔣金踩義肢 雪中送炭撐倪詩蓓唱夜場（页面存档备份，存于）